# Dieter Herzog
Pour les articles homonymes, voir Herzog.
Dieter Herzog, né le 15 juillet 1946 à Oberhausen, est un footballeur allemand qui évoluait au poste d'ailier gauche.

## Biographie
Il fait, en 1973 et 1974, deux saisons particulièrement remarquées en Bundesliga, terminant à chaque fois troisième avec le Fortuna Düsseldorf. Cette performance lui vaut d'être retenu dans l'équipe nationale de RFA pour disputer la Coupe du monde 1974. Il ne joue que deux matchs du tournoi, contre la Yougoslavie et la Suède, qui seront ses derniers sous le maillot de la Mannschaft.

## Carrière
- Sportfreunde Hamborn 07
- 1970-1976 : Fortuna Düsseldorf  Allemagne (167 matchs et 42 buts en Bundesliga)
- 1976-1983 : Bayer Leverkusen  Allemagne (117 matchs et 11 buts en Bundesliga)[2].

## Palmarès
- 5 sélections en équipe d'Allemagne lors de l'année 1974
- Vainqueur de la Coupe du monde 1974 avec la Mannschaft